# Гріхи Розанн
«Гріхи Розанн» (англ. The Sins of Rosanne) — американська драма режисера Тома Формана 1920 року.

## У ролях
- Етель Клейтон — Розанн Озанн
- Джек Голт — сер Денніс Гарлендер
- Фонтейн Ла Ру — Рейчел Бенжет
- Мейбл Ван Бурен — місіс Озанн
- Фред Малатеста — Сайк Равенал
- Грейс Морс — Кітті Драммонд
- Дороті Мессенджер — Преціос Драммонд
- Джеймс Сміт — Глангелі
- Гай Олівер — батько Глангелі
- Кларенс Гелдарт — Леонард